# Вудбери (Тенеси)
Вудбери (енгл. Woodbury) град је у америчкој савезној држави Тенеси.

## Демографија
По попису из 2010. године број становника је 2.680, што је 252 (10,4%) становника више него 2000. године.
| Група             | 2000.         | 2010.         |
| Белци             | 2.256 (92,9%) | 2.510 (93,7%) |
| Афроамериканци    | 93 (3,8%)     | 80 (3,0%)     |
| Азијати           | 1 (0,0%)      | 5 (0,2%)      |
| Хиспаноамериканци | 57 (2,3%)     | 51 (1,9%)     |
| Укупно            | 2.428         | 2.680         |